# ششه (بانه)
ششه یک روستا در ایران است که در دهستان ننور شهرستان بانه واقع شده‌است. ششه ۱۱۴ نفر جمعیت دارد.